# Potap
Potap (ukr. Пота́п), właśc. Ołeksij Andrijowycz Potapenko (ukr. Олексі́й Андрі́йович Пота́пенко; ur. 8 maja 1981 w Kijowie) – ukraiński raper, piosenkarz, kompozytor i producent muzyczny wykonujący muzykę R&B i pop.

## Życiorys

### Wykształcenie
Ukończył studia na Wydziale Wychowania Fizycznego Kijowskiego Uniwersytetu Narodowego oraz na Kijowskim Narodowym Uniwersytecie Ekonomicznym. 

### Kariera
W 2000 został członkiem grupy rapowej o nazwie Wchid u zminnomu wzutti (pol. Wejście w obuwiu zmiennym), z którą w 2006 nagrał album studyjny pt. Prosto. W międzyczasie wydała solowy album pt. Na drugoj wołnie ili ano kanieszno potomuszo szoż. Na krążku znalazł się m.in. utwór „Na swojej wołnie”, który został wykorzystany w filmie komediowym Odin za wsih (pol. Jeden za wszystkich) w reżyserii Oleksandra Berezana, Władisława Dydki i Olgi Nikitiny. 
W 2005 z utworem „Pietia” wziął udział w krajowych eliminacjach eurowizyjnych, z którym nie wszedł do finału. W grudniu 2009 wraz z Diadią Wadią i UGO nagrał album studyjny pt. My bogacze....
Od 2007 występuje w duecie z Nastią Kamienskich. Wydali pięć wspólnych albumów studyjnych: Nie para (2008), Nie lubi mnie mozgi (2009), Wsio puczkom (2013), Szczyt (2015) i Miacz (2015). W grudniu 2017 odebrali nagrodę specjalną na gali M1 Music Awards za „wkład w rozwój krajowego przemysłu muzycznego”.
W 2014 wraz z Nastią Kamienskich spotkał się z krytyką ze strony mediów za występowanie na galach muzycznych organizowanych w Rosji. Odparli zarzuty, podkreślając miłość do Ukrainy. W 2016 ukraińskie koncerty duetu były zakłócane na znak protestu wobec ich regularnych występów w Rosji. Z tego samego powodu, wiosną 2016 ich koncerty w Zachodniej Ukrainie zostały anulowane po interwencji lokalnych aktywistów oraz urzędników.

### Życie prywatne
W latach 1999–2014 był żonaty z Iriną Gorową, z którą ma syna, Andrieja (ur. 2008). Od 23 maja 2019 jest mężem Nastii Kamienskich.

## Dyskografia

### Albumy studyjne

#### Solowe
- Na drugoj wołnie ili ano kanieszno potomuszo szoż (2007)

#### Wydane z Nastią
- Nie para (2008)
- Nie lubi mnie mozgi (2009)
- Wsio puczkom (2013)
- Szczyt (2015)
- Miacz (2015)

#### Inne projekty
- Prosto (2006; jako członek zespołu Wchid u zminnomu wzutti)
- My bogacze... (2008; z Diadią Wadią i UGO)